# Barbara Cieśluk
Barbara Cieśluk (ur. 13 maja 1961) – polska lekkoatletka, (sprinterka), mistrzyni i reprezentantka Polski.

## Życiorys
Była zawodniczka Legii Warszawa.
Na mistrzostwach Polski seniorów na otwartym stadionie zdobyła pięć medali, w tym trzy złotye w sztafecie 4 x 100 metrów w 1980, 1981 i w 1982, srebrny w biegu na 200 metrów w 1978 i brąz w biegu na 200 metrów w 1980. 
Reprezentowała Polskę na mistrzostwach Europy juniorów w 1979, gdzie zajęła 4. miejsce w sztafecie 4 x 100 metrów, z wynikiem 45,13 (z Anitą Tomczok, Bożeną Pająk i Elżbietą Tomczak), a w biegu na 200 metrów odpadła w półfinale, z wynikiem 24,17
Rekordy życiowe:
- 100 m: 11,71 (25.05.1980)
- 200 m – 24,04 (26.05.1979)
- 100 m ppł - 13,64 (3.07.1982)